# Josep Maria Totosaus i Martorell
Josep Maria Totosaus i Martorell   (Vilafranca del Penedès, 15 d'abril de 1932 - Barcelona, 8 de febrer de 2014), va ser un sacerdot i escriptor català.
Tota la seva trajectòria vital va anar sempre lligada a la d'un altre sacerdot, Joan Batlles i Alerm. Fou ordenat sacerdot l'any 1956 i posteriorment, vicari de les parròquies de Sant Sadurní d'Anoia, de Sants,, a Barcelona i de Sant Vicenç de Jonqueres a Sabadell. Fou també consiliari de l'Acció Catòlica i també fundador i secretari del Centre d'Estudis Pastorals de Barcelona l'any 1968. L'any 1969 cofundà, juntament amb Josep Junyent, Joan Carrera i Planas i altres personalitats religioses de l'època, la revista bimensual Quaderns de Pastoral, de la qual a més en fou director fins al 1993. Se'l considera un dels capdavanters més significatius en la lluita per una església catalana durant la postguerra.
L'any 2010 va ser guardonat amb el premi Església Plural. Va morir a la parròquia de Santa Maria del Pi de Barcelona, on residia.

## Obres
- Totosaus i Martorell, Josep Maria. On va l'acció católica : notes sobre el laicat, les organitzacions seglars i l'Acció Catòlica a la llum del Concili.  Barcelona: Institut Catòlic d'Estudis Socials de Barcelona : Edicions rurals d'AC, 1967. OCLC 803931575.
- Totosaus i Martorell, Josep Maria. Iniciació a la catequesi : qüestions doctrinals.  Barcelona: Estela, 1969 (Phase ; 12). OCLC 803668298.
- Totosaus i Martorell, Josep Maria. Creure, avui. Tercera edició.  Barcelona: Publicacions de l'Abadia de Montserrat, 1974 (Saurí ; 4). ISBN 8472020037. OCLC 803029599.
- Totosaus i Martorell, Josep Maria. Església i món escolar.  Barcelona: Publicacions de l'Abadia de Montserrat, 1973 (Saurí ; 12). ISBN 847202174X. OCLC 1043365942.